# Kamejka rolní

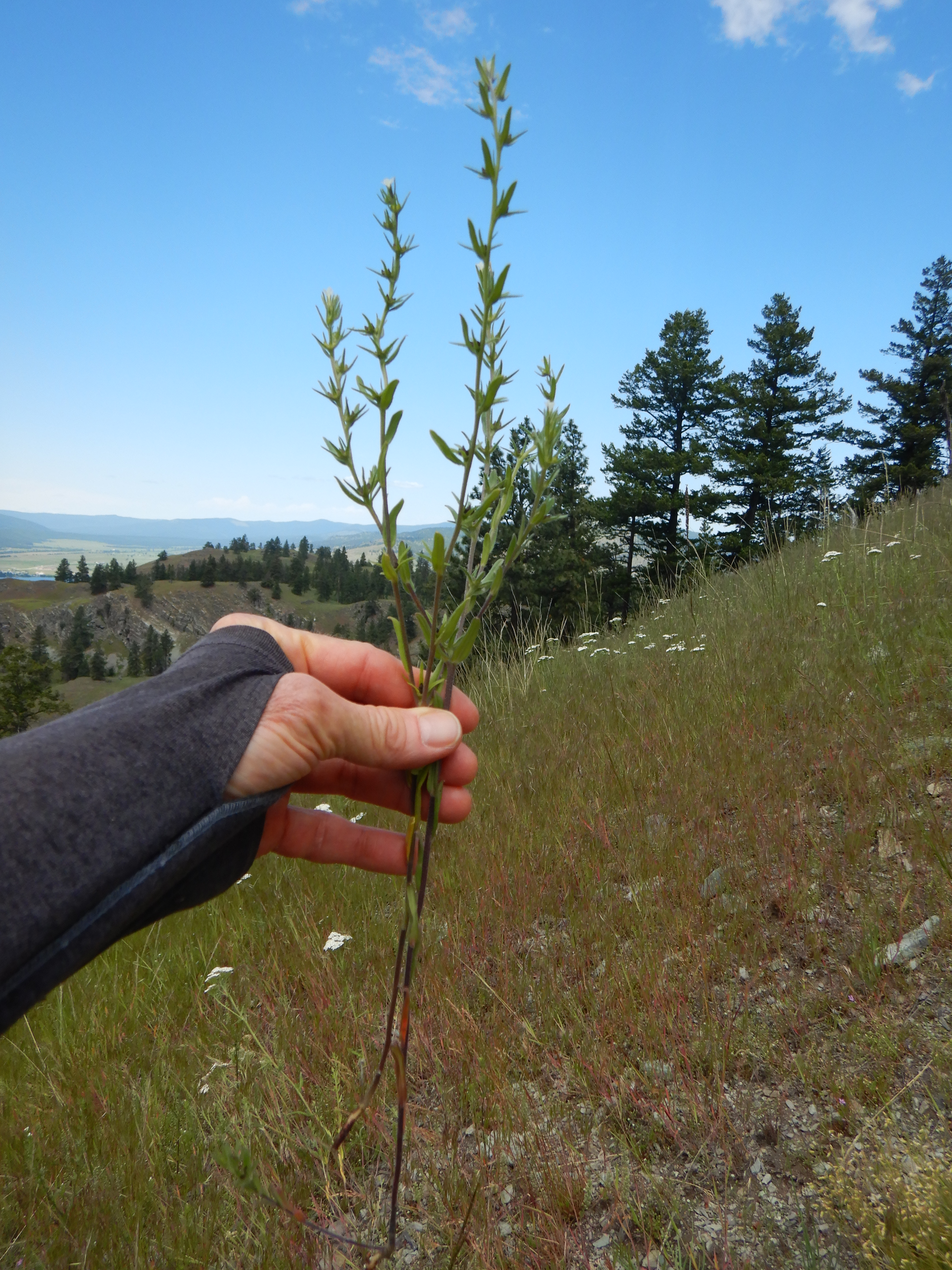
Kamejka rolní

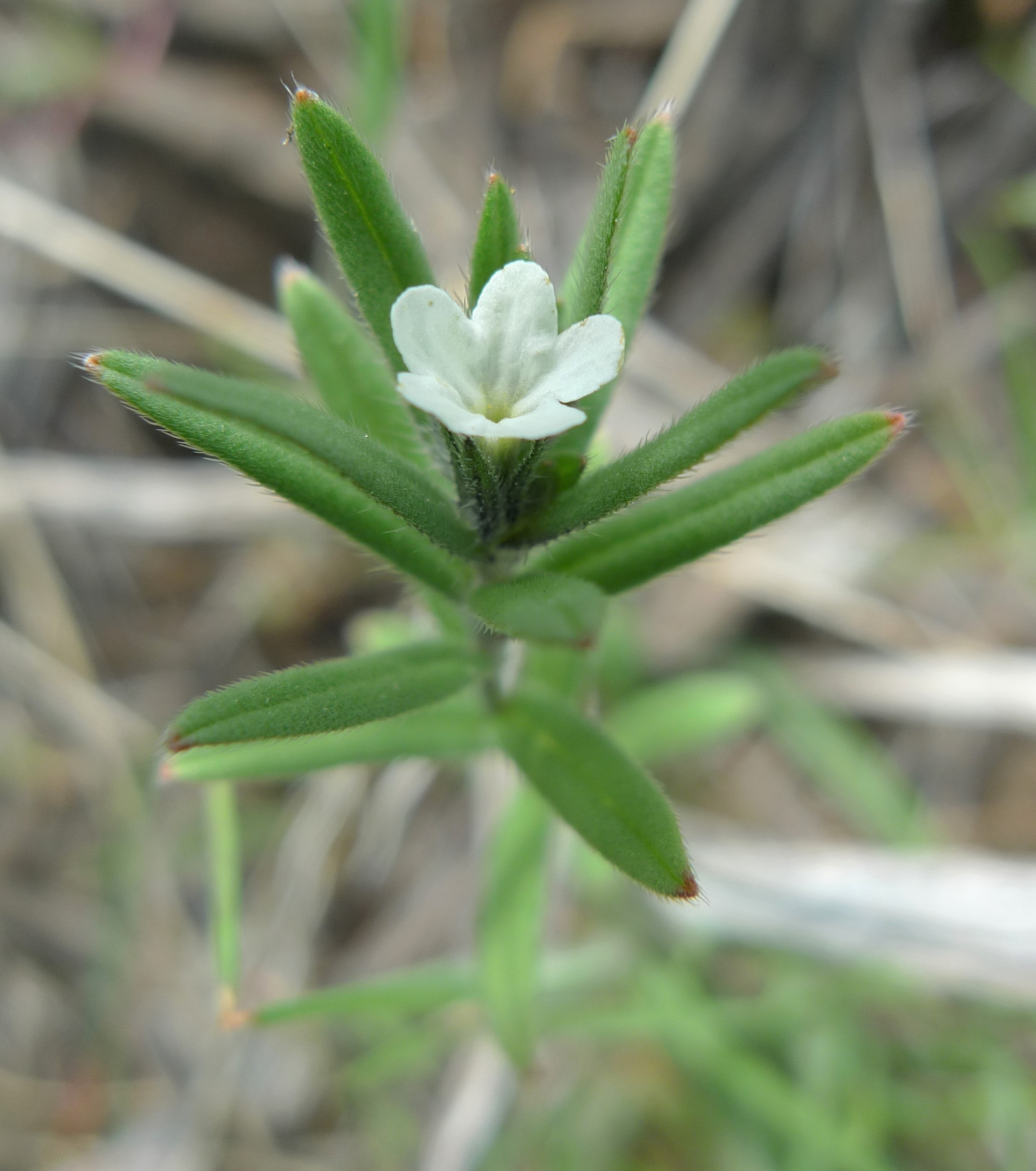
Květ a listy

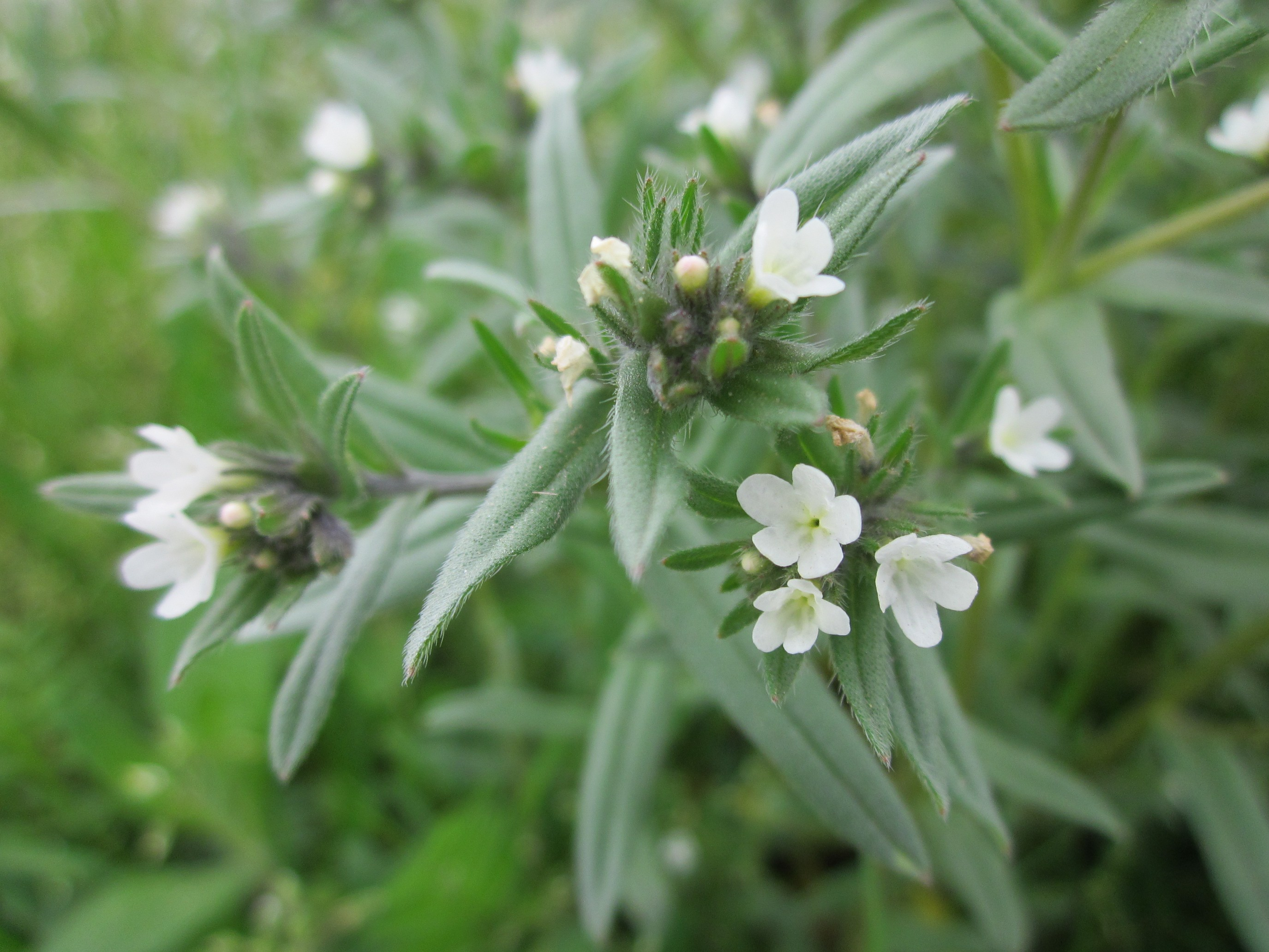
Květenství vijany

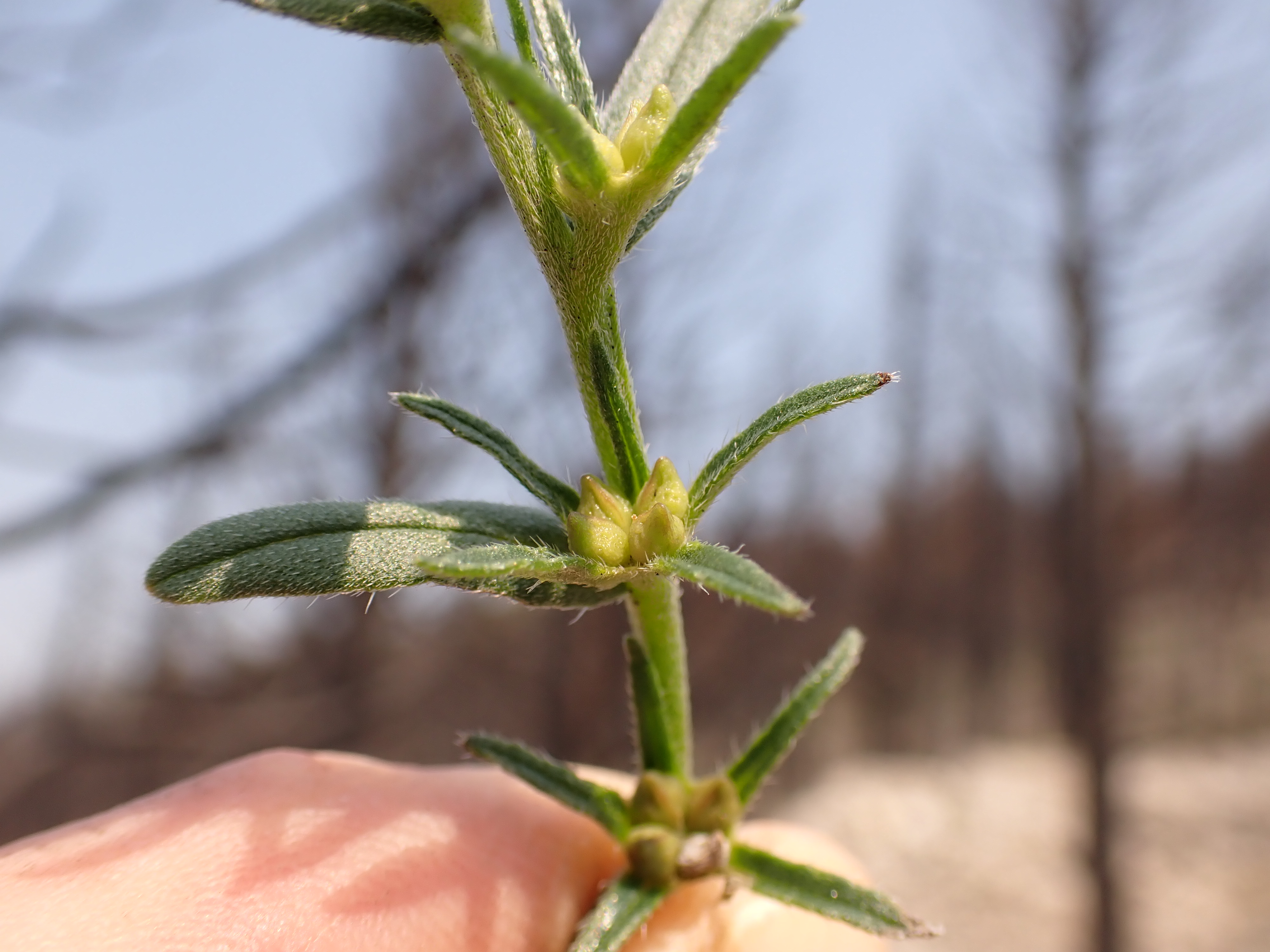
Tvrdky

Kamejka rolní (Buglossoides arvensis) je ozimá nebo jednoletá rostlina s lodyhou vysokou průměrně okolo 30 cm, která počátkem léta kvete drobnými bílými květy. Vyskytuje se obvykle na zemědělsky obdělávané půdě nebo v její blízkosti. V české přírodě je považována za naturalizovaný archeofyt, který je sice častým, ale nikoliv nebezpečným plevelem.

## Rozšíření
Bylina je původní druh v oblasti Středozemí, v Makaronésii (na Kanárských ostrovech) a v jihozápadní Asii. Později se jako archeofyt rozšířila s rozvojem zemědělství a obchodu po velké části Evropy, na severu se dostala až do oblastí podél polárního kruhu. Později ji lidé zavlekli i do jižní Afriky, východní Asie, Severní i Jižní Ameriky, Austrálie i na Nový Zéland.
Na území Česka se dostala pravděpodobně již v době bronzové s rozvojem zemědělství. V české přírodě tato rostlina roste jen roztroušeně, nejčastěji do nadmořské výšky ohraničené 600 m n. m. Většinou se vyskytuje na zemědělských pozemcích obdělávaných technikou, méně častěji v narušených nebo sušších travních porostech, občas také na železnicích náspech či na lidskou činností silně narušených až zpustlých stanovištích.

## Ekologie
Původně stepní rostlina, jenž se dobře přizpůsobila životu na zemědělské půdě, roste také na úhorech, na ruderalizovaných místech i v travních porostech. Na hodnotu půdy nemá zvláštní požadavky, může být písčitá až hlinitá, zásaditá i slabě kyselá, případně i málo výživná a v průběhu vegetace i poměrně suchá. Je terofyt, který nejčastěji kvete od května do července a uzrává od července do srpna. Počet chromozomů 2n = 28.
Na polích se vyskytuje hlavně v ozimech a jelikož dobře roste i v chladném počasí a občas raší pospolitě, odebírá ozimům z půdy dostupné živiny i vláhu. Protože koření dosti hluboko, může se vyskytovat i v řídkých vytrvalých pícninách, jařinách a případně i v zasetém lnu. Obzvláště se silně rozmnožuje, když se pěstují ozimy na stejném místě několik let po sobě. Je však světlomilná a v hustých kulturách bývá potlačována, stejně tak se neprosadí v půdách silně kyselých, nesnáší ani časté kypření a proto bývá v okopaninách poměrně vzácná.

## Popis
Bylina je jednoletá nebo ozimá, výjimečně dvouletá rostlina s přímou nebo vystoupavou lodyhou dlouhou 10 až 50 cm, ojediněle až 70 cm. Její kořen je tenký, kůlový, v kypré půdě sahá hluboko a zajišťuje vláhu i v suchém letním období.
Lodyha je nejčastěji jednoduchá nevětvená, po celé délce hustě přitisklé chlupatá, zelená až nafialovělá a střídavě porostlá přisedlými vytrvalými celokrajnými listy. Spodní listy bývají obkopinaté, dlouhé 8 až 12 cm a široké 1,5 až 2,5 cm, horní mají podlouhlý tvar, bývají dlouhé od 2 po 5 cm a široké od 0,5  1 cm. Listy jsou po okrajích celistvé, na vrcholu jsou tupé až špičaté, mají výraznou střední žilku a oboustranně jsou odstálé chlupaté.
Květenství jsou vrcholové vijany, které obsahují oboupohlavné drobné bílé květy, vyrůstající téměř přisedlé z paždí listenů. Vytrvalý kalich květu s čárkovitými, u báze srostlými cípy je zelený a štětinatě chlupatý. Korunní lístky jsou do dvou třetin srostlé v úzkou trubku asi 4 mm dlouhou, na konci jsou zaokrouhlené a z vnější strany chlupaté. Květní lůžko je rovné a symetrické. Tyčinky mají nitky srostlé s bázi korunní trubky, na koncích mají asi 0,8 mm dlouhé hnědožluté prašníky s pylem, které jsou elipsoidního tvaru a nevyčnívají z trubky. Čnělka je dlouhá, rovná a je zakončena bliznou se dvěma laloky. Nektar pro opylovače je vylučován u bází jednotlivých částí čtyřdílného semeníku. Opylení zajišťuje hlavně létající hmyz, nejčastěji čmeláci.
V prodlužujícím se vytrvalém uzavřeném kalichu vznikají vejcovité, tupě špičaté tvrdky. Ve zralostí bývají dlouhé od 2,5 do 3 mm a široké asi 1,5 mm, jsou rozpadavé, na povrchu hnědé, lysé a nápadně bradavičnaté. Tvrdky obsahují po jednom až čtyřech semenech, která jsou velice tvrdá (jako kámen) a lze je jen těžce rozmáčknout. Rostlina může vyprodukovat až dvě stovky těchto semen.

## Rozmnožování
Semena jsou jediným možným způsobem, jak se mohou tyto byliny rozmnožovat a rozšiřovat do okolí. Uložená v suchu si udržují klíčivost po dobu asi pěti let, kdežto ve vlhké půdě málokdy déle než dva roky. Nemají téměř žádnou dormanci a obvykle jsou schopné vyklíčit ještě na podzim téhož roku, kdy dozrály. Za vlhkého počasí spolehlivě klíčí z povrchu půdy nebo z hloubky do 2 cm, naopak ze 4 cm a více nevzklíčí.
Na podzim obvykle vyklíčená semena vytvoří drobné listové růžice, ve kterých semenáče přečkají zimu, počátkem léta vykvetou a jejich semena opět uzrají ještě před obilnou sklizní. Semena, která nedokázala vyklíčit na podzim a vyklíčí až na jaře, dají vzniknout rostlinkám poměrně slabým a s malým počtem semen.
Zralá semena se mohou od mateřské rostliny šířit povrchovou vodou či větrem, nebo je mohou do okolí odnášet mravenci. Bývají také transportována špatně vyčištěným osivem nebo znečištěnou technikou. Objevují se i na překladištích, u obilných sil a mlýnů. Na polích se v důsledku dobré agrotechniky (dokonalejší čistění osiva, častější střídání porostů ozimých obilnin) a používání herbicidů jedná pouze o málo významnou plevelnou rostlinu.